# چاینکی
چاینکی از غذاهای سنتی افغانستان است که با گوشت گوسفند، دنبه، سیر یا پیاز درست می‌شود. چاینکی داخل چاینک پخته می‌شود.
چاینکی شبیه آبگوشت است.